# Зентек, Эва
Эва Зентек (пол. Ewa Ziętek)  — польская актриса театра и кино.

## Биография
Эва Зентек родилась 8 марта 1953 года в Катовице. В 1975 году окончила Государственную высшую театральную школу в Варшаве, затем работала в театрах в Варшаве и в Германий, снялась во многих фильмах. Несколько лет была в эмиграции. С 2000 года актриса в варшавском Театре «Квадрат».

## Избранная фильмография
- 1971 — Миллион за Лауру / Milion za Laurę — девушка в фольклорном наряде
- 1972 — Нужно убить эту любовь / Trzeba zabić tę miłość — медсестра
- 1972 — Капризы Лазаря / Kaprysy Łazarza — невестка
- 1972 — Свадьба / Wesele — невеста
- 1974 — История некой любви / Historia pewnej miłości  — Лидка
- 1976 — Честь ребёнка / Honor dziecka — Зузя
- 1976 — Лозунг / Hasło — Оленька, дочь
- 1976 — Человек из мрамора / Człowiek z marmuru — секретарша
- 1977 — Миллионер / Millioner — Зоська
- 1978 — Кошки это сволочи / Koty to dranie — Магда, почтальон
- 1978 — Спираль / Spirala — Уборщица
- 1978 — Что ты мне сделаешь, когда поймаешь / Co mi zrobisz jak mnie złapiesz — Дануся, дочь сановника
- 1979 — Вишни / Wiśnie / Die Weichselkirschen (Польша / ФРГ) — Халина Коваликувна
- 1979 — Утренние звезды / Gwiazdy poranne — Малгоська, жена Янека
- 1980 — Приём у свеч / Party przy świecach — Крыха
- 1980 — Точки соприкосновения / Czułe miejsca — девушка перед гостиницей
- 1980 — Перед отлётом / Przed odlotem — Марта, жена Марека
- 1980 — Дидактические занятия / Zajęcia dydaktyczne — невеста Хенрика
- 1980 — Невеста / Die Verlobte (ГДР) — Хильдэ
- 1980 — Архив смерти / Archiv des Todes (телесериал ГДР) — Илиона (только в сериях 4 и 6)
- 1980 — Карьера Никодима Дызмы / Kariera Nikodema Dyzmy (телесериал)[1] — Хальшка (только в сериях 1 и 7)
- 1982 — Да сгинет наваждение / Niech cię odleci mara — контролёр
- 1982 — Пепельная среда / Popielec — Гена
- 1983 — Надзор / Nadzór — Тоня
- 1984 — Планета портной / Planeta krawiec — сестра Марии
- 1984 — Три стоп над землёй / Trzy stopy nad ziemią — проститутка «старшая сестра»
- 1984 — Тень уже недалеко / Cień już niedaleko — журналистка из телевидения
- 1985 — Фетиш / Fetysz — Ева
- 1985 — Девушки из Новолипок / Dziewczęta z Nowolipek — Эмилия
- 1987 — Внутренняя жизнь / Życie wewnętrzne — женщина из лифта
- 1987 — Конец сезона мороженого / Koniec sezonu na lody — Кася, жена сержанта
- 1989 — Искусство любви / Sztuka kochania — Элиза
- 1992 — Белая свадьба / Białe małżeństwo — главная повариха
- 1997 — Дети и рыбы / Dzieci i ryby — подруга Анны
- 2002 — День психа / Dzień świra — врач
- 2008 — Купи сейчас / Kup teraz — мать
- 2009 — Н.Н. / Enen — мать Ренаты
- 2009 — Водочка и девушки / Wódeczka i panienki — парикмахерша
- 2010 — Колыбельная / Kołysanka — Катажина
- 2010 — Бульвар Вольтэр / Boulevard Voltaire — Аделя